# Lebedi, Ostroh
Lebedi (în ucraineană Лебеді) este un sat în comuna Verhiv din raionul Ostroh, regiunea Rivne, Ucraina.

## Demografie
Componența lingvistică a localității Lebedi
     Ucraineană (99,32%)
     Alte limbi (0,68%)
Conform recensământului din 2001, majoritatea populației localității Lebedi era vorbitoare de ucraineană (99,32%), existând în minoritate și vorbitori de alte limbi.